# 社会民主党 (東ティモール)
社会民主党（しゃかいみんしゅとう、略称PSD）は、東ティモールの政党。名称は社会民主党だが穏健派中道政治を掲げる。インドネシア占領下の第3代東チモール州知事のマリオ・カラスカラオが結成した。フレテリン（東ティモール独立革命戦線）とUDT(ティモール民主同盟)の連合構想がベースとなっており、1974年、後の大統領ラモス・ホルタも結党に参加している。総裁はマリオ・カラスカラオ。事務局はザカリアス・ダ・コスタ。
2007年6月30日に行われた議会選挙では、グスマン党首率いる東ティモール再建国民会議 (CNRT) が18議席を獲得し、議会第2党に躍進。フレティリンは、かろうじて第1党であったが、65議席中21議席と大幅に議席を減らした。社会民主党は、ティモール社会民主協会（ASDT）との連立で11議席を獲得した。グスマンを首班にした反フレティリン連合による内閣が発足し、ダ・コスタが外務大臣に入閣した。